# Ilattia spissa
Ilattia spissa là một loài bướm đêm trong họ Noctuidae.